# Sayaka Ohara
Sayaka Ohara (大原 さやか, Ōhara Sayaka), née le 25 mai 1967 à Préfecture de Kanagawa, est une seiyū japonaise.

## Rôles

### Animation
- Angelic Layer : Yuko Hikiwa
- Arknights : Tsukinogi
- Azumanga Daioh : Mrs Kimura
- Bamboo Blade : Mumuhouse Manager
- Bleach : Masaki Kurosaki
- Bokurano : Miko Nakarai
- Burst Angel : Angelique
- Buso Renkin : Mayumi Hayasaka
- Code Geass : Milly Ashford, Lelouch (jeune)
- Darker Than Black : Mîna Kandaswami
- Doraemon : La petite sirène
- Edens Zero : Erzy Crimson
- Evangelion: 1.0 You Are (Not) Alone : Membres de la NERV
- Fairy Tail : Erza Scarlett
- Fate/Zero : Irisviel Von Einzbern
- Fullmetal Panic! : Wraith
- Golden Kamui : Kano Ienaga
- He Is My Master : Mizuho Sawatari
- Honey and Clover : Rika Harada
- Inu-Yasha : Princess, Wakana
- Isekai Cheat Magician : Lemiya
- Je ne t'aime pas du tout, grand-frère ! : Nanaka Takanashi
- Kiratto Pri☆Chan : Tetsunee
- Higurashi no Naku Koro ni Kai : La mère de Rika
- Hikari to Mizu no Daphne : Honjo Rena
- Kaze no Stigma : Kirika Tachibana
- Log Horizon : Indicus
- Jigoku Shoujo Futakomori : Chinami Hagisawa (ep 4)
- Made in Abyss : Ozen
- MÄR : Venus
- Mnemosyne -Mnemosyne no Musumetachi- : Laura
- Nodame Cantabile: Paris : Son Rui
- Onegai Teacher : Kaede Misumi
- Pani Poni Dash! : Igarashi-sensei
- Pretty Guardian Sailor Moon Crystal : Sailor Neptune
- Princesse Résurrection : Micasa
- Prism Ark : Echo
- Queen's Blade : Melpha
- Romeo x Juliet : Hermione
- School Rumble : Tae Anegasaki
- Scrapped Princess : Raquel Casull
- Shaman King : Young Yoh
- Shugo Chara! : La mère de Nadeshiko
- Sekirei : Miya Asame
- Seirei Gensouki: Spirit Chronicles: Yuba
- Suisei no gargantia : Bridget
- The Ancient Magus Bride : Titania
- The Laws of the Universe : 1ère partie : Gaia
- To aru kagaku no Railgun : Telestina
- Toradora! : Yasuko Takasu
- Trinity Blood : Noëlle Bor
- Tsubasa Chronicle : Yūko Ichihara
- Twin Star Exorcists: Moro
- Umineko no Naku Koro ni : Béatrice
- Valkyria Chronicles : Selvaria Bles
- Vandread : Ezra Viei
- xxxHOLiC : Yūko Ichihara
- Zettai Karen Children : La mère de Minamoto

### Jeux vidéo
- Azur Lane : IJN Mikasa
- Fire Emblem Fates : Mikoto
- Fire Emblem Heroes : Mikoto
- Genshin Impact : Ningguang
- God Eater : Sakuya Tachibana
- Persona 4 : Margaret et Noriko Kashiwagi
- Project X Zone : Selvaria Bles
- Utawareru mono : Urutorī
- Onmyoji : Higanbana / Nightveil Higanbana
- Punishing: Gray Raven : Qu